# Vyšhorod
Vyšhorod (in ucraino Вишгород?)  è una città ucraina (33 108 abitanti) nel distretto di Vyšhorod, nell'oblast' di Kiev. Ospita l'amministrazione del distretto di Vyšhorod e della comunità territoriale di Vyšhorod, una delle comunità territoriali dell'Ucraina.
Nel XIX secolo il villaggio di Vyšhorod faceva parte del Staro-Petrovsk volost' dell'uezd di Kiev del Governatorato di Kiev.